# Gullgentiana
Gullgentiana (Gentiana lutea) är en gentianaväxtart som beskrevs av Carl von Linné. Enligt Catalogue of Life ingår Gullgentiana i släktet gentianor och familjen gentianaväxter, men enligt Dyntaxa är tillhörigheten istället släktet gentianor och familjen gentianaväxter. Arten förekommer tillfälligt i Sverige, men reproducerar sig inte.

## Underarter
Arten delas in i följande underarter:
- G. l. aurantiaca
- G. l. lutea
- G. l. montserratii
- G. l. symphyandra
- G. l. vardjanii